# Littoridina gaudichaudii
Littoridina gaudichaudii е изчезнал вид коремоного от семейство Hydrobiidae.

## Разпространение
Видът е бил ендемичен за Еквадор.